# Огледало XX века
„Огледало XX века” је југословенска телевизијска серија снимљена 1979. године у продукцији Телевизије Београд.

## Улоге
| Глумац         | Улога   |
| -------------- | ------- |
| Драгош Калајић | Наратор |

Комплетна ТВ екипа ▼
| Редитељ              | Дејан Ђурковић  |
| Сценариста           | Драгош Калајић  |
| Директор фотографије | Тибор Звезданић |